# Phonologie segmentale
La phonologie segmentale étudie les segments sonores tels qu'ils apparaissent dans les mots, ainsi que leur organisation en système.
La phonologie segmentale est une des deux composantes de la phonologie, avec la phonologie suprasegmentale.